# Ortogonaler
Ortogonaler kallas de linjer, vilka i enlighet med linjeperspektivlagarna löper in i rummet i rät vinkel mot bildplanet i en målning eller relief.